# Abrônico
Abrônico (em grego clássico: Αβρώνυχος) foi um ateniense filho de Lisicles que vivia em Termópilas, agindo como espião, comunicando-se com Leônidas e a frota do Artemísio. Posteriormente, foi enviado como embaixador para Esparta com Temístocles e Aristeides, respeitando as fortificações de Atenas após a Guerra Persa.